# Никола Хајдин
Никола Хајдин (Врбовско, 4. април 1923 — Београд, 17. јул 2019) био је српски инжењер, пројектант, универзитетски професор и академик. Он је био председник САНУ 2003—2015.

## Биографија
Хајдинови преци су се доселили у Врбовско 1596. из Клишког санџака.
Био је професор Грађевинског факултета у Београду. На истом факултету дипломирао је 1951. године и докторирао 1956. године. За научног сарадника Грађевинског факултета изабран је 1958. године, за доцента 1960. године, за ванредног професора 1961. године, а за редовног професора 1966. године. Преминуо је 17. јула 2019. године.

Поред предмета на основним студијама: Теорија конструкција, Отпорност материјала и Теорија површинских носача предавао је на последипломским студијама Теорију пластичности, Нелинеарну еластичност и Теорију танкозидних носача. За дописног члана САНУ изабран је 1970. године, а за редовног 1976. године. Потпредседник је САНУ од 1994. до 2003. године, председник САНУ од 2003. до 2015. године.
У току своје професионалне каријере Никола Хајдин је обављао читав низ научних и стручних функција у различитим домаћим и страним друштвима међу којима су следеће: председник Југословенске групе Међународног удружења за мостове и високоградњу (IABSE) и члан сталног комитета те организације, председник Југословенског комитета Међународне уније за теоријску и примењену механику, декан Грађевинског факултета у Београду, председник Југословенског друштва грађевинских конструктера.

## Чланство у научним институцијама
Члан је (инострани) Словеначке академије знаности и уметности, Европске академије наука, уметности и литературе са седиштем у Паризу, Европске академије наука и уметности са седиштем у Салцбургу. Изабран је 2000. године за почасног доктора Националног техничког универзитета Атине.
Био је члан Грчког удружења за научна истраживања металних конструкција, научног комитета часописа Costruzioni Metaliche (Италија), Швајцарског удружења за челичне конструкције, Међународног удружења за мостове и високоградњу (IABSE), научног комитета Међународног удружења за челичне конструкције (Eurosteel); почасни је члан: Југословенског друштва за механику, Југословенског друштва грађевинских конструктера и Грчког националног друштва за теоријску и примењену механику.

## Доприноси у науци
Научна делатност Николе Хајдина у којој је дао значајан допринос односи се на следеће области:
- Нумеричке методе у Теорији еластичности и
- Теорији конструкција,
- Теорија танкозидних носача,
- Мостови,
- Динамика удара на инжењерске конструкције.

### Теорија еластичности
Предложио је (1954) и разрадио један метод за нумеричко решавање граничних задатака Теорије еластичности. Метод се показао прикладним како у Теорији линијских носача, тако и у Теорији површинских носача. Заснован је на савременим схватањима о нумеричкој анализи и примени електронских рачунара. Широко је примењен у различитим гранама технике. За разлику од неких инжењерских метода као што су Маркусов метод за прорачун плоча и веома познати метод за прорачун лучних брана, настао у Америци приликом изградње великих брана под именом „Trial Load Method”, метод који је предложио Хајдин засниван је на основним диференцијалним једначинама Теорије еластичности, примењеним на дводимензионалне проблеме. Претварајући основне диференцијалне једначине у интегралне дуж усвојених линија мреже и њиховим приближним решавањем нумеричким путем, добија се систем линеарних једначина који води ка решењу проблема.
Метод је нашао широку примену у различитим гранама технике, посебно у грађевинском конструктерству, касније у хидротехници, у анализи саобраћајних возила, анализи звука и у неким другим проблемима сличне математичке природе. Цитиран је и коришћен у радовима страних аутора, а у Енглеској и у неколико магистарских и докторских дисертација. С обзиром на расутост примене ове методе на различите гране тешко је одредити укупну цитираност. Може се рачунати да је у научној страној литератури цитиран између 50 и 100 пута, не рачунајући његову цитираност у применама (пројектима, различитим конференцијама и сл), а у нашој литератури неколико стотина пута. У комплексу ауторових радова из те области посебну вредност има рад „Integral Equation Method for Solution of Boundary Value Problems of Structural Mechanics” објављен у интернационалном часопису „Numerical Methods in Engineering” (55 и 56).
Изузетно је вредна примена овог поступка у прорачуну хидротехничких конструкција. Велике лучне бране као што су Гранчарево, Мратиње и Глажња анализиране су применом овог метода.

### Танкозидне конструкције
Друга научна област, Теорије конструкција, у којој је професор Хајдин дао изузетан допринос су танкозидне конструкције које се због својих особина употребљавају у више техничких грана, као што су грађевинарство, машинство, бродоградња, аеро-наутика и друге. Радови Хајдина из ове области, објављени највећим делом у иностранству, спадају у најзрелије и најзначајније радове ове врсте. Приказани су у низу часописа и ревија, цитирани и коришћени у бројним радовима и публикацијама страних и домаћих научних радника. Изузетну вредност из овог опуса представљају две монографије: „Dünnwandige Stäbe”, Bd. 1 и 2 (са Dr. C.F. Kollbrunnerom) објављене у издавачкој кући Springer 1972. и 1975. године. Монографије су по садржају јединствено дело и на оригиналан начин, са читавим низом прилога, излажу област којом се аутор бавио више од 20 година. (17 и 19)
Како су ови радови били међу првима који су се на широком плану бавили овом проблематиком, веома важном у конструктерству с обзиром на новине у обликовању конструкција изазване широком применом технологије заваривања, интерес за радове ове врсте био је знатан међу инжењерима и пројектантима, већином у области челичних конструкција.
Ради илустрације обима овог истраживања треба напоменути да је професор Хајдин заједно са Колбрунером издао, пре појаве поменутих књига, десетак публикација са укупно преко 1500 страна, већином на немачком језику. Један део тих публикација преведен је од стране Института организације „Cement and Concrete Institution” на енглески и кружио као интерни материјал у научним и стручним институцијама.

### Нелинеарни динамички проблеми механике
Научни интерес Николе Хајдина је последњих година окренут ка нелинеарним динамичким проблемима механике, посебно ка изучавању удара (импакта) саобраћајних средстава на грађевинске конструкције као што су удари железничке композиције и пловних објеката. Ови радови, претежно објављени у Швајцарској, настали су између осталог из практичних потреба да се заштите објекти изложени могућности удара саобраћајних средстава, првенствено у Швајцарској, тако да су делимично били финансирани од стране заинтересованих државних институција задужених за ову проблематику. На основу ових радова објављених у часописима израђене су званичне препоруке за прорачун мостова, посебно мостовских стубова на удар.
Академик Никола Хајдин организовао је групу научника у заједници са енглеским и чешким научним институцијама (University College Cardiff у Кардифу и Институт за теоријску и примењену механику Чешке академије наука у Прагу) са којима је отпочео широко засновану сарадњу на проучавању научног проблема познатог под именом „patch loading”. Као резултат тог истраживања које је трајало неколико година, произишло је неколико радова у сарадњи, међу којима је свакако најзначајнији: „A Contribution to the Analysis of the Behaviour of Plate Girders Subjected to Patch Loading” са Н. Марковићем. Овај рад више пута је цитиран и преузет у енглеске стандарде за челичне мостове. (135)

### Научни опус
Научни опус Николе Хајдина од око 200 радова, од чега је приближно половина објављена у иностранству у најугледнијим часописима или на научним конференцијама од значаја, цитиран је према подацима из часописа који су нам доступни, преко 250 пута у иностраној литератури и преко 500 пута у домаћој, док су пројектантска остварења, посебно Мост слободе у Новом Саду, цитирани неколико стотина пута.
Професор Хајдин је у свету веома цењен аутор читавог низа челичних, бетонских и спрегнутих конструкција.

### Спрегнуте конструкције
Бавећи се Теоријом конструкција и актуелним научним проблемима ове гране примењене механике, професор Хајдин је посветио једно поглавље своје активности спрегнутим конструкцијама састављеним из бетона и челика на такав начин да та два материјала суделују солидарно у целовитом систему. Као основни научни проблем, који је почео да се озбиљније проучава после Другог светског рата, био је изучавање феномена пужења и скупљања бетона, који доводи током времена до прерасподеле напрезања у јединственом систему. Као резултат тог рада појавило се неколико студија наведених у библиографији. С друге стране, у циљу провере извесног дела тих резултата, Хајдин се упустио у пројектовање и изградњу спрегнутих конструкција, оригиналних у својој замисли. Тако је пројектовао мост Орашје (4) преко Саве, на којем је први пут у свету примењена поред коловозне и бетонска плоча у доњој зони главног носача изнад ослонаца. Такво конструктивно решење појавило се у Немачкој, водећој у тој области, као новост тек после више од двадесет година. Овом експериментисању са спрегнутим конструкцијама треба додати надвожњаке у Љубљани са оригиналним начином спрезања у доњој зони на целој дужини надвожњака (5 и 6) и мостове у Македонији (8) и на Јадранској магистрали (7).

## Мостови са косим затегама
Оно што је посебно важно у области пројектовања и што је оцењено као изузетно остварење и достигнуће, то су Хајдинови мостови са косим затегама (кабловима). Мостови са косим затегама појавили су се стидљиво као новост у мостоградњи шездесетих година двадесетог века. Уочавајући ову новину као нешто што обећава револуционарну промену, Хајдин се одмах позабавио теоријским студијама ових конструкција и првом приликом која му се указала, што је био Железнички мост преко Саве у Београду (3), кренуо у освајање овог система. У време кад је у свету било изграђено једва двадесетак мостова ове врсте, упустио се као први у свету у пројектовање моста те врсте за железнички саобраћај, иако је било претежно мишљење међу стручњацима у свету да такав релативно флексибилан систем није примењив за железнички саобраћај. Мост је завршен 1979. године и захваљујући новинама које су примењене, показао све своје добре особине.

## Мост слободе у Новом Саду
После овог подухвата, само нешто мало касније, Никола Хајдин је пројектовао Мост слободе у Новом Саду, у то доба светски рекорд за мостове са косим затегама у средњој равни (2). Мост је цитиран често у светској литератури, пре и после његовог рушења за време НАТО агресије 1999. године. Објекат је обновљен у првобитном облику 2005. године.
У серији мостова ове врсте круну ауторовог стварања представља мост преко реке Висле у пољском граду Плоцку (1), награђен на интернационалном конкурсу првом наградом. Са рекордним распоном од 375 метара представља даље унапређење идеје реализоване на мосту у Новом Саду.
Оно што треба подвући је чињеница да је Хајдин био један од пионира у усвајању и верификацији овог система који је после нешто више од четрдесет година постао доминантан систем у свету за велике распоне са више од хиљаду мостова тог система.

## Лучне бране
Бавећи се у почетку своје каријере теоријом лучних брана, касније заснованој на оригиналном ауторовом Методу интегралних једначина, професор Хајдин је учествовао као консултант на читавом низу хидротехничких конструкција. Као свој прилог реализацији лучних брана пројектовао је брану Глажња у Македонији (10), једну од највећих лучних брана (трећу по висини у бившој Југославији).

## Консултант
Никола Хајдин је као интернационално признати експерт учествовао као консултант у неколико светски познатих организација из пројектовања и грађења као што су:
- Stahlton / BRR — Zürich, Switzerland — консултант за мостове са косим затегама (од челика и бетона),
- Usha Martin Black, Calcutta — Bombay, India — прелиминарни пројекти мостова великог распона (од челика и бетона) у Индији и консултант за различите проблеме у пројектовању и изградњи мостова,
- Elektrowat — Ingenieurs + Consultants — Zürich, Switzerland — прелиминарна студија великог стакленог крова за железничку станицу у Цириху,
- ABB — CE — Canada — динамички прорачун челичне конструкције (укључујући сеизмичку анализу); експертизе за челичне конструкције великих електричних централа,
- Brown Beech & Associates, Consulting Engineers — London, England — студија челичних мостова са елиптичним попречним пресеком.
- Grob & Partner, Engineering company — Switzerland — различите грађевинске конструкције. Конструктивна бука (код возова и железничких пруга),
- COWI — Consulting engineers — Denmark — реконструкција Моста слободе у Новом Саду, Југославија,
- BCEOM, French Engineering Consultants — France — консултант за мост у Новом Саду,
- Budoplan, Design Company — Plock, Poland — пројекат моста преко реке Висле у Плоцку.

## Гостујући професор
Био је гостујући професор за предмет Танкозидни штапови на Савезној високој школи (ЕТН) у Цириху од 1971. до 1973. године, гост научник Швајцарског удружења за челичне конструкције. Боравио је у више наврата у Швајцарској и учествовао у истраживању у области Теорије танкозидних штапова. Осим тога одржао је читав низ предавања на научним скуповима, на страним универзитетима, научним и стручним институцијама, као што су:
Лондонски универзитетски колеџ (Велика Британија), ETH — Lausanne (Швајцарска), University of Prague (Чешка), University of Bratislava (Словачка), University of Stuttgart (Немачка), University of Dresden (Немачка), Chinese Academy of Sciences, Peking (Кина), Indian Institute of Structural Engineers, Calcutta, Bombay (Индија), Austrian Association of Engineers and Architects, Vienna (Аустрија), University of Baghdad (Ирак), Technical Hochschule Aachen (Немачка), University of Hanover (Немачка), National Technical University of Athens (Грчка), Technical University of Temisoara (Румунија), Academia Nazionale dei Lincei, Rome (Италија) и друге.
Учествовао је у раду више различитих научних комитета интернационалних симпозијума и конференција.
Као професор посебних научних области, Хајдин је одржао више предавања и курсева на последипломским студијама на Природно-математичком факултету Универзитета у Београду, на Грађевинском и Машинском факултету у Скопљу, Грађевинском факултету у Загребу и Факултету за архитектуру, грађевинарство и геодезију у Љубљани. Сарађивао је са Друштвом грађевинских конструктера Словеније и 3. разредом САЗУ (Словеначке академије наука и уметности).
Руководио је израдом или био члан комисија за 52 магистарске и 42 докторске дисертације на матичном факултету, и за већи број дисертација на различитим факултетима бивше Југославије, на Атинском и Хелсиншком универзитету.

## Признања
Од важнијих признања и награда треба поменути следеће:
- Октобарска награда Београда за 1959. годину,
- Октобарска награда Новог Сада за 1981. годину,
- Награда АВНОЈ-а за 1987. годину,
- неколико награда на анонимним конкурсима за мостове у Југославији, као и добијена I награда на анонимном конкурсу за мост преко реке Висле у Пољској.